# Guillem Augier Novella
Guillem Augier Novella, detto anche o Augier de Sant Donat o Augier de Vianes o Augier Niella o Guilhem Augier de Béziers o Ogier de Saint-Donat (... – XIII sec.), è stato un trovatore, originario di Vienne, nel Delfinato, vivendo la maggior parte dell'età adulta in Lombardia, dove era attivo come menestrello all'inizio o verso la metà del XIII secolo.

## Vita e opere
Augier trascorre l'inizio della sua carriera alla corte dell'imperatore Federico II fino al 1230, dove viene associato a personaggi quali Guilhem Figueira e Aimery de Pégulhan. Secondo la sua vida del tardo secolo XIII, "ha composto buoni descartz e sirventes alla maniera dei giullari, nei quali elogia certuni e biasima altri". Tra i lavori più famosi di Augier troviamo un sirventes (un planh o lamento) adesso intitolato Il dolore della popolo per morte del loro signore, il quale commemora l'assassinio di Raimondo I Trencavel nel 1167 oppure, come in genere si preferisce, di Raimondo Ruggero Trencavel nel 1209. Il sirventese è stato descritto come un'"orazione funebre", ma la sua contemporaneità con la morte di Raimondo Ruggero è stata tirata in ballo recentemente. Venne probabilmente scritto in una data di gran lunga posteriore. Il principale scopo del sirventes forse è stato quello di piangere la cultura perduta della Linguadoca prima della crociata albigese e il "signore" della storia era probabilmente uno stereotipo inteso a rappresentare quella cultura. Può essere quindi visto come rappresentativo di un genere di componimento "anti-crociata" prevalente nelle tradizioni del trovatore dell'Italia di allora. D'altra parte, si è detto trasmetta un "senso di perdita personale" e non un'"opposizione alla spedizione".

### Componimenti

#### Canso
- Per vos, bella dous' amia[12]

#### Descortz
- Erransa / pezansa[13]
- Quan vei lo dos temps venir[14]
- Ses alegratge[15]

#### Partimens
- Bertran, vos c'anar solïatz ab lairos (con Bertran d'Aurel)
- Guillem, prims iest en trobar a ma guiza (con Guilhem)

#### Planh
- Quascus (Cascus) plor' e planh son dampnatge[16]

#### Sirventes
- Sirventes avols e descortz / Laig faill cor e sabers e senz[17] (frammentario)
- Toz temps serai sirvens per deservir[18]

#### Componimenti contesi ad altri trovatori
- Era quan l'ivernz nos laissa (canso di Gausbert de Puycibot)
- Trop ben m'estera si⋅s tolgues (canso di Daude de Pradas)